# El Peneca
El Peneca fue, como indicaba su subtítulo original, un Semanario ilustrado para niños, que publicó los sábados en Chile la Editorial Zig-Zag desde el 23 de noviembre de 1908 hasta 1960.

## Historia

### Inicios
A comienzos del siglo XX nació una serie de revistas especializadas dirigidas a distintos segmentos de la sociedad, incluido  el público infantil. Con el doble propósito de entretenerlo y educarlo, se editaron varias publicaciones, entre las que figuran la Revista de los Niños (1905), Chicos y Grandes (1908) y El Peneca (1908). Pero fue solo esta última, creada por la editorial Zig-Zag, "la única capaz de mantenerse vigente, tanto por la calidad de sus contenidos, como por la relación cercana que mantuvo con sus pequeños lectores".
Los primeros tres años de El Peneca, bajo la dirección de Enrique Blanchard-Chessi, se caracterizaron por tener pequeños artículos sobre diversos temas de interés general y una gran cantidad de colaboraciones de lectores. Esto fue uno de los atractivos de la revista: su capacidad de integrar al público en la creación de El Peneca. Sin embargo, durante 1911, su circulación cayó drásticamente, debido, ante todo, "a la baja calidad de sus contribuciones literarias".
Fue entonces cuando asumió la dirección el crítico literario Omer Emeth (el que dice la verdad), seudónimo del sacerdote francés Emilio Vaïsse. En los diez años que la encabezó, hasta 1921, "con aires paternales y un decidido carácter católico" renovarla creando "nuevas secciones que permitieron mayor participación de los lectores". Una de estas fue Pasatiempos, "que causó furor entre los lectores de la época".

### Madurez

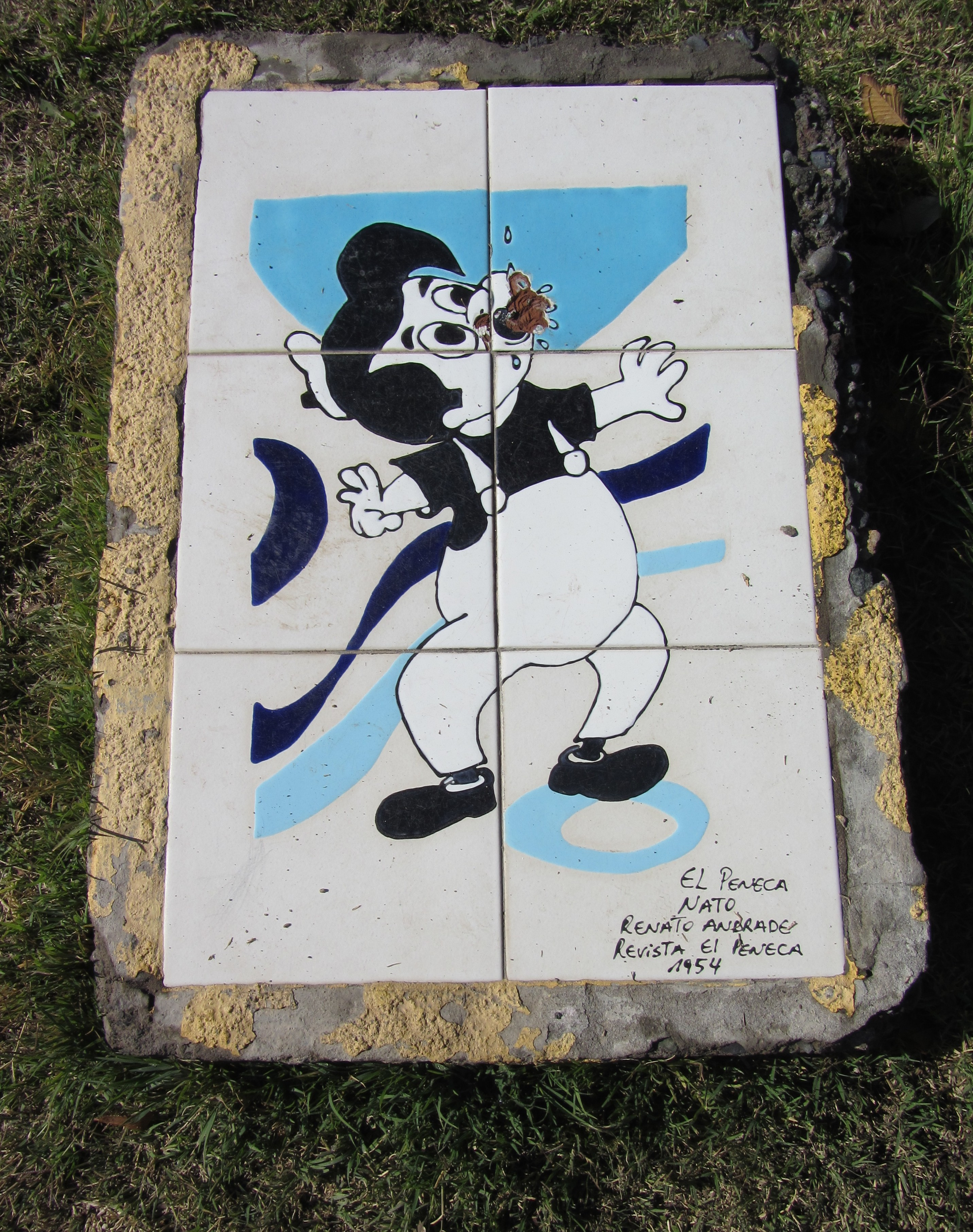
El Peneca, dibujado en 1954 por Nato (Renato Andrade), reproducido en una cerámica del Parque del Cómic de San Miguel.

Pero fue con la siguiente directora, Roxane —seudónimo de la destacada escritora y periodista liberal de la época, Elvira Santa Cruz— que El Peneca alcanzará su punto más alto: con los años, las ventas subirán desde 9.000 a más de 200.000 ejemplares y se distribuirá casi toda Latinoamérica. La editorial del nº637 (31 de enero de 1921) fijaba las nuevas pautas a seguir, cuya principal filosofía era: "un poco de cada cosa: caricaturas, fotografías, concursos literarios, anécdotas, maravillas, celebridades, chistes, modismos, sport, etc., etc." El Peneca, según Roxane, debía ser "una revista para todos los niños de Chile, tanto para los ricos como para los pobres", por lo que tenía que "ser barata a fin de que no quede cerebro infantil sin esa luz [...]".
Bajo Roxane, que estuvo 30 años en el cargo, las anteriores portadas en blanco y negro fueran reemplazadas por nuevas, atractivas, innovadoras y bellas, gracias a los dibujantes e ilustradores que colaboran en El Peneca. Si en la época anterior había destacado Luis Fernando Rojas, Walter Barbier y Chao (Raúl Figueroa), en esta sobresalen Raúl Manteola, Miguel Fidelicio Atria (firmaba simplemente como A), Elena Poirier, y, sobre todo, Coré (Mario Silva Ossa), sobrino de Roxane.
Las series más populares eran Quintín, el Aventurero, héroe de niños y jóvenes de varias generaciones cuyo original era en realidad Rob de Rover, de  Walter Booth en el cómic infantil británico Puck, que se publicaba con retoques chilenos; Aventuras de un empresario de circo, que correspondían a Maldades de dos pilluelos, del estadounidense Rudolph Dirks, y El Capitán Luna, "un enmascarado, aventurero de capa y espada, alto y moreno, que de noche administraba justicia ocultando su humilde identidad de Martín, el herrero".

### Agonía y primera muerte
En los años 1950, El Peneca resulta seriamente afectado por la muerte de Coré —dibujó muchas portadas de la revista, basadas en relatos contenidos en ella o en algunas de las series de aventuras que se publicaban; solía ilustrar también el relato de las cuatro páginas centrales, que habitualmente terminaba en la contraportada; y  realizaba adaptaciones de grandes novelas de aventuras juveniles, como La isla del tesoro, de Stevenson o El cisne negro de Sabatini—, tragedia muy difícil de asumir para todos.
Al año siguiente de la muerte de Coré, Roxane deja la dirección de la revista, en septiembre de 1951, y comienza una larga agonía con sucesivos cambios a la cabeza de la publicación, hasta que dejó de publicarse el 20 de octubre de 1960, tras 2.705 números. Al fin de la edad de oro de El Peneca había contribuido definitivamente a la importación de historietas estadounidenses, a mediados de la década del cincuenta.

### Muerte definitiva
A fines de 1971 Francisco Alomar resucitó El Peneca, como una "historieta autoconclusiva sobre un niño estudioso y deportista, de grandes anteojos". La dibujaba Enrique Calvo, pero resultó un fracaso, y dejó de salir en abril de 1972, después de solo 26 números publicados.

## Contenido
La revista incluía artículos divulgativos de historia, juegos y sobre todo relatos ilustrados e historietas. Estas últimas no tenían globos de diálogo, sino didascalias (todo el texto al pie de las viñetas).
| Números   | Título                          | Autoría            | Tipo       | Fecha       |
| --------- | ------------------------------- | ------------------ | ---------- | ----------- |
| 109 -     | Las aventuras de Sánchez        |                    | Historieta | 19/12/1910- |
| 1777-     | Isla verde                      |                    | Historieta | 02/01/1943- |
| 1795-     | El Cisne Negro                  | Rafael Sabatini    | Relato     | 08/5/1943-  |
| 1803-     | El misterio de la Sierra Negra  |                    | Relato     | 03/07/1943- |
| 1803-     | Zorah la argelina               |                    | Relato     | 03/07/1943- |
| 1809-     | La ciudad sumergida             |                    | Historieta | 14/08/1943- |
| 1810-     | Sandar entre los chinos         |                    | Historieta | 21/08/1943- |
|           | Ponny Durango                   | Ramón de la Fuente | Historieta | 1947        |
| 2240      | Roy Rogers rey de los vaqueros. | Al McKimson        | Historieta | 1952-       |
| 2458-2533 | Hacia otros mundos              | Oscar Camino       | Historieta | 1956-1957   |